# Majuro
Majuro je s téměř 28 tisíci obyvateli (stav 2011) hlavní a největší město Marshallových ostrovů. Město leží na stejnojmenném atolu, tvořeném 64 malými ostrůvky. Rozloha atolu je 9,7 km², uzavírá však lagunu o rozloze 295 km². Nejosídlenějšími ostrovy atolu jsou Delap, Uliga a Djarrit.
V Majuru se nachází budova parlamentu, národní banka, univerzita a mezinárodní letiště Amata Kabua International Airport.

## Historie
Poprvé atol osídlili Polynésané před zhruba 2 500 lety. V roce 1884 se město stalo součástí koloniálního území Německé Nové Guineje. Po první světové válce přešly celé Marshallovy ostrovy včetně atolu Majuro pod správu Japonska. Po porážce Japonska ve 2. světové válce se souostroví dostalo roku 1947 pod poručenskou správu USA v roce 1979 byly prohlášeny celé Marshallovy ostrovy za samostatnou republiku a Majuro se stalo hlavním městem.

## Partnerská města
- Guam, USA (od 1973)
- Kawai, Prefektura Nara, Japonsko
- Tchaj-pej, Tchaj-wan (od 1999)